# 1929-es magyar birkózóbajnokság
Az 1929-es magyar birkózóbajnokság a huszonharmadik magyar bajnokság volt. Ettől az évtől kisnehézsúlyban is rendeztek bajnokságot. A bajnokságot december 1-jén és 8-án rendezték meg Budapesten, a régi képviselőházban (az előmérkőzéseket az NTE csarnokában és a Műegyetemen).

## Eredmények
| Versenyszám   | Arany                         | Arany | Ezüst                         | Ezüst | Bronz                       | Bronz |
| ------------- | ----------------------------- | ----- | ----------------------------- | ----- | --------------------------- | ----- |
| Légsúly       | Németh József MÁV Gépgyári SK |       | Szekfü László Kaposvári Turul |       | Pataki Pál Törekvés SE      |       |
| Pehelysúly    | Tasnády József MAC            |       | Magyar Armand MTK             |       | Gárdonyi Jenő Újpesti TE    |       |
| Könnyűsúly    | Bede Lajos Testvériség SE     |       | dr. Ambrus Pál MAC            |       | Kárpáti Károly Újpesti TE   |       |
| Kisközépsúly  | Finyák Sándor Újpesti TE      |       | Matura Mihály Munkás TE       |       | Zombori Gyula MAC           |       |
| Nagyközépsúly | Ferenczy Rudolf Kispesti AC   |       | Matuska János Törekvés SE     |       | Orgoványi Mihály Újpesti TE |       |
| Kisnehézsúly  | Szabó Sándor MAC              |       | Szalay Imre Munkás TE         |       | Kurucz Lajos Szegedi MTE    |       |
| Nehézsúly     | Badó Rajmund Ferencvárosi TC  |       | Horling Lajos Újpesti TE      |       | Varga József BSzKRt SE      |       |